# Bandstaarttrogon
De bandstaarttrogon (Apaloderma vittatum) is een vogel uit de familie van de trogons (Trogonidae).

## Verspreiding en leefgebied
Deze soort komt gefragmenteerd voor in westelijk Afrika (Nigeria, Kameroen en Angola) en oostelijk Afrika (van oostelijk Congo tot Kenia en Mozambique). Er woden bij deze soort geen ondersoorten (meer) onderscheiden.